# Aleyrodidae
Famille
Aleyrodidae (les aleurodes) est une famille d'insectes de l'ordre des hémiptères (les hémiptères sont caractérisés par leurs deux paires d'ailes dont l'une, en partie cornée, est transformée en hémiélytre).

## Liste des genres
- Aleurocanthus
- Aleurocybotus
- Aleurodicus
- Aleurothrixus Quaintance & Baker 1914
- Aleurotuberculatus
- Aleurotulus
- Aleyrodes Latreille, 1796
- Bemisia Quaintance et Baker, 1914
- Crenidorsum
- Dialeurodes Cockerell, 1902
- Odontaleyrodes
- Orchamoplatus
- Parabemisia
- Paraleyrodes
- Singhius
- Siphonius
- Trialeurodes Cockerell, 1902